# Мирпур Хас
Мирпур Хас (урд. مِيرپُورخاص) је град у Пакистану у покрајини Синд. Према процени из 2006. у граду је живело 219.901 становника.

## Становништво
Према процени, у граду је 2006. живело 219.901 становника.
| 1981.   | 1998.   | 2006.   |
| ------- | ------- | ------- |
| 124.371 | 184.465 | 219.901 |